# Géorgie aux Jeux olympiques d'hiver de 2006
Cet article contient des informations sur la participation et les résultats de la Georgie aux Jeux olympiques d'hiver de 2006 à Turin en Italie.
La Géorgie est représentée par quatre athlètes aux Jeux olympiques d'hiver de 2006 à Turin.

## Médailles
|         | Médaille d'or | Médaille d'argent | Médaille de bronze | Total |
| ------- | ------------- | ----------------- | ------------------ | ----- |
| Géorgie | 0             | 0                 | 0                  | 0     |

## Épreuves

### Patinage artistique
- Elene Gedevanishvili
- Vakhtang Murvanidze

### Ski alpin
- Iason Abramashvili
- Sofia Akhmeteli